# Жемеп сюр Самбър
Жемеп сюр Самбър (на френски: Jemeppe-sur-Sambre) е селище в Южна Белгия, окръг Намюр на провинция Намюр. Населението му е около 18 000 души (2006).